# Lago d'Ampola
Il lago d'Ampola è un piccolo lago di origine glaciale nella provincia autonoma di Trento.

## Territorio
Il laghetto d'Ampola si trova nella valle omonima a sud ovest di Tiarno di Sopra, presso la strada statale 240 di Loppio e di Val di Ledro, in prossimità dello spartiacque tra i bacini imbriferi del Sarca-Garda con la val di Ledro e quello del Chiese a cui appartiene. Proprio perché in prossimità dello spartiacque l'immissario rio val Ovri ha un corso molto breve ed è di piccola portata. L'emissario torrente Palvico si arricchisce d'acqua dopo breve corso con alcuni rii tributari e con l'affluente torrente Lorina..

## Biotopo Lago d'Ampola
Il lago di Ampola e la zona umida circostante costituiscono un ecosistema peculiare che ospita una flora e una fauna specifici. Per questo motivo dal 1990 la Provincia autonoma di Trento tutela l'area come biotopo.

## Origini geologiche
L'origine di questo lago, strettamente connesso a quello del lago di Ledro, risale all'ultima glaciazione Wurmiana. Rappresenta infatti ciò che resta di un bacino molto più vasto che, al ritiro dei ghiacciai, occupava tutta la valle, da Molina di Ledro al passo d'Ampola, da cui oggi dista una decina di km. Il successivo abbassamento di questo enorme lago, unito al suo parziale riempimento con materiale trasportato dai torrenti delle valli laterali, finì col dividerlo in due: il lago di Ledro e il lago d'Ampola. Quest'ultimo di dimensioni molto più ridotte cominciò presto a riempirsi di materiale, avviandosi velocemente verso quel processo di impaludimento cui tutti i laghi, presto o tardi vanno incontro.
L'origine del lago d'Ampola è legata alle complesse vicende fluvioglaciali che migliaia di anni fa hanno determinato la particolare fisionomia dell'intera valle e che hanno dato vita al lago di Ledro.
Nel corso della glaciazione Wurmiana (terminata circa 18000 anni fa) l'estremità orientale della valle di Ledro venne sbarrata da un imponente deposito di materiali trasportati dai ghiacciai, una morena tuttora ben visibile ad est del lago di Ledro.

## Costituzione del Biotopo
Fino agli anni settanta l'attuale biotopo era una discarica di materiali inerti e edili. Dopo accordi stipulati con la provincia di Trento nella legge 14 86 i sindaci hanno deciso di rinaturalizzare l'area. Ancora oggi nel territorio si trovano colline artificiali formate con i rifiuti della discarica. In quegli anni non erano presenti piante ad alto fusto, ma solamente un vasto prato. In seguito sono stati piantati alberi, arbusti e fiori. Lungo la strada statale che costeggia il lago si trovano due piazzole: una che porta al centro visitatori attraverso la passerella di un ponte e un'altra da cui partiva la strada che conduceva all'ex-discarica. Quest'ultima ora è stata ricoperta dall'erba e da alberi. Prima del 1995 il centro visitatori era una baita destinata a scopi turistico – ricreativi. Ora è dedicato alla scoperta delle zone umide in particolare al microcosmo che vive e ruota attorno al pelo dell'acqua ovvero a quella superficie posta tra aria e acqua.

## Flora
Il biotopo d'Ampola ospita diverse specie di piante e fiori molto rari. Intorno al lago si possono distinguere 3 diverse aree:
- il cariceto
- il canneto
- il bacino idrico.

Nella area 1 si trovano diverse specie di fiori tra cui:
Impatiens glandulifera: è un fiore proveniente dalla Cina, ogni anno viene estirpato perché crescendo soffoca le specie limitrofe.
Eriophorum angustifolium: è ricoperta da eriofori, questa pianta vive dove si trova il terreno umido.
Corex elata: sono conosciuti come carici, hanno delle pannocchie grandi e il fusto ad forma triangolare.
Equisetum palustre: è una pianta che vive dove c'è molta acqua. È molto antica, in passato serviva a scopi medicinali.
Cirsium palustre: pianta spinosa che vive in acqua.
Lytrum salicaria: è una pianta spinosa e alta.
Lysimachia vulgaris: è una pianta che fiorisce soltanto a luglio, può variare in due colori: giallo e viola.
Parnassia palustris: si può trovare a fine agosto-settembre. È molto rara.
Epipactis palustris: si tratta di un'orchidea, nessuno le nota perché è di dimensioni piccola, vive nelle paludi. È protetta.
Dactylochiza incarnata: è un'orchidea e come tutte le altre è protetta.
Molinia caerulea: si tratta di ciuffi d'erba che crescono e diventano molto alti. Quando muoiono si decompongono e al di sopra ne crescono altri. A causa di questa pianta il livello delle acque del lago si sta abbassando.
Salix alba: è un salice selvatico che ama l'acqua, ha i rami flessibili e contiene un principio con cui si produce l'aspirina.
Salix caprea: è una pianta che produce dei fiori detti "gattini". I fiori maschili sono di grande dimensione e più colorati di quelli femminili.
Salix purpurea: forma un cespuglio, i suoi rami flessibili sono di colore rosso.
Fagus sylvatica: questa pianta è un faggio che raggiunge i 25 m di altezza. Le sue foglie hanno una forma ovale.
Ostrya carpinifolia: il carpino nero ha un tronco dritto e una chioma raccolta e un po' allungata; le sue foglie hanno una forma ovale, allungata e con il bordo seghettato.
Picea abies: è una pianta che serve per fare il borotalco. Le foglie sono costituite da aghi appuntiti, lunghi fino circa 2,5 cm.
Nella zona 2, che è costituita dalla la parte dei canneti, si possono trovare le seguenti specie:
Phragnites australis: la cannuccia di palude è una pianta erbacea perenne.
Typha latifolia: la tifa o stiancia è una pianta monocotolidone della famiglia typhacee.
Schoenoplectus lacustris: si tratta della lisca lacustre è una pianta semi-acquatica.
Menyanthes trifoliata: il trifoglio d'acqua è una pianta appartenente alla famiglia delle Menyanthaceae
Nella zona 3, che è la parte del bacino lacustre, si trova:
Nannufero: È una tipica pianta acquatica. Presenta fusti carnosi. Alcune foglie, dalla forma pieghettata, restano sommerse, mentre le altre, più grandi, galleggiano sulla superficie dell'acqua.

## Fauna
Nel biotopo sono presenti le seguenti specie animali:
1. toporagno nano e toporagno comune
I toporagni sono animali piccoli di colore scuro e a seconda della specie la colorazione della pelle varia dal bruno al nero, mentre il ventre è più chiaro. La lunga coda è ricoperta di peli. Il muso termina con una piccola proboscide. La colorazione della punta dei denti è rossa. Il corpo misura dai 4 ai e la coda dai 3 ai. Vivono praticamente in tutti i tipi di ambiente che siano coperti da vegetazione.
2. Crocidura dal ventre bianco
Le crocidure somigliano ai toporagni ma si distinguono per i denti completamente bianchi. La coda è ricoperta di peli lunghi e dritti. La colorazione del mantello varia ma di solito è grigia e marrone. Le parti inferiori candide contrastano con il dorso scuro. Vivono in aree aperte come campagne estensive, prati e giardini ma anche boschi.
3. Topo selvatico
I topi selvatici hanno la testa grande, le orecchie sporgenti e la coda molto lunga. La colorazione del dorso è marrone nocciola mentre il ventre è chiaro. Sul collo è presente una macchia giallastra a forma di collare. Misura dai 7 ai e pesa circa. Vivono in diversi ambienti che possono superare i.s.l. ma predilige gli ambienti aperti.
4. Volpe
Le volpi assomigliano a dei cani di media statura. Hanno il muso allungato, le orecchie ben sviluppate e rette e una lunga coda che riesce a facilitare il riconoscimento.  Il colore del corpo varia rosso-marrone e nelle regioni ventrali, che sono chiare e delle estremità delle zampe che è invece scura. Eccezionalmente la volpe può arrivare ad attaccare prede se ammalate o indebolite fino a un capriolo adulto. Si possono trovare nei boschi, ma anche negli ambienti aperti come le campagne.
5 Tasso
Il tasso si caratterizza per l'aspetto tozzo e compatto del corpo, ha le zampe potenti ma corte. Il suo colore è grigio più scuro sul dorso mentre il collo e il muso ha delle strisce bianche e nere. Vive nei boschi.
6 Rospo comune
Ha una corporatura tozza e una colorazione variabile tra il marrone e il rosso. Ha la pelle verrucosa. Dentro gli occhi ci sono dei rigonfiamenti che contengono ghiandole velenose. Frequenta numerosi tipi di ambienti e in particolare i boschi del fondo valle.
7 Martin pescatore
È un volatile dai colori variopinti e dalle tonalità molto vistose. Le ali e la coda sono corte la parte superiore del corpo è azzurra e verde. Il becco è lungo, robusto e nero. Le guance e il petto sono castani. Frequenta le rive dei torrenti dei fiumi e degli stagni circondati da canneti. D'inverno si trova anche nelle pianure.